# 오카와촌 (후쿠시마현)
오카와촌(大川村)은 후쿠시마현 미나미아이즈군에 있었던 촌이다. 1955년 4월 1일 오카와촌, 이나촌 등 2개 촌이 합병하여 이나촌이 신설되고 폐지되었다.

## 지리
- 미나미아이즈정, 구 이나촌의 서부가 오카와촌이 있던 곳이다.

## 역사
- 1889년 4월 1일 - 정촌제 시행에 의해 5촌이 합병해 미나미오카와촌이 성립하였다.
- 1955년 4월 1일 - 오카와촌, 이나촌 등 2개 촌이 합병하여 이나촌이 신설되고, 오카와촌 등은 폐지되었다.

## 인구
- 1889년 393
- 1920년 589
- 1947년 841

## 참고 문헌
- 角川日本地名大辞典編纂委員会『角川日本地名大辞典 7 福島県』、角川書店、1981年 ISBN 4-04-001070-1
- 日本加除出版株式会社編集部『全国市町村名変遷総覧』、日本加除出版、2006年、ISBN 4-8178-1318-0

ㄴ